# Ronde van Italië 2010/Eerste etappe

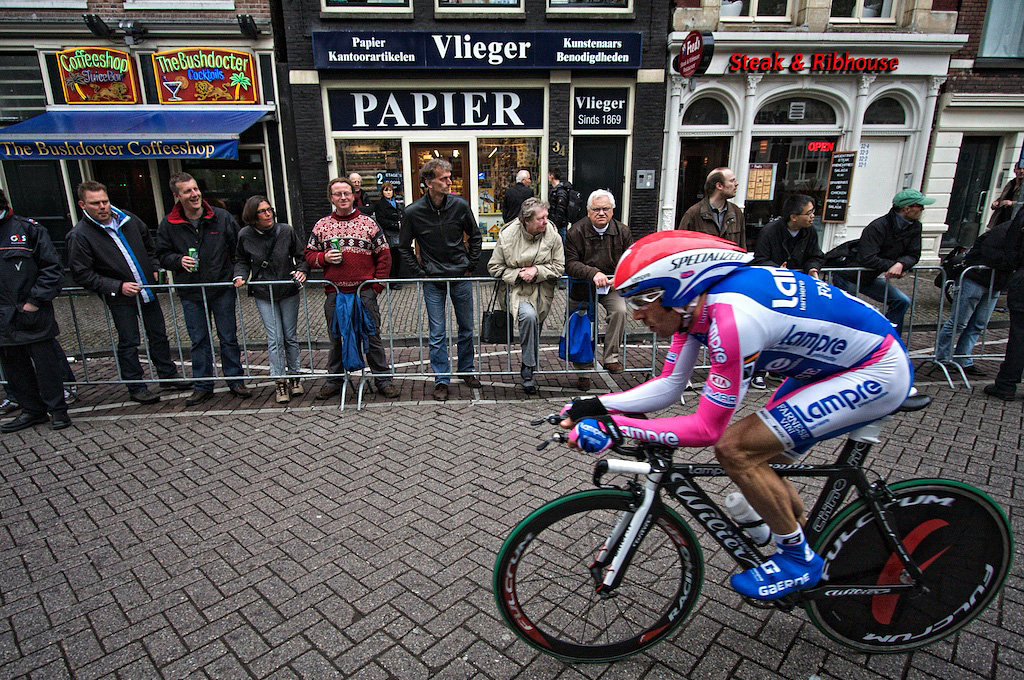
Gilberto Simoni tijdens de eerste etappe van de Giro d'Italia in Amsterdam.

De eerste etappe van de Ronde van Italië 2010 werd op 8 mei 2010 verreden. Nadat de twee vorige edities openden met een ploegentijdrit, werd dit jaar met een proloog geopend.
De start van de proloog was op het Museumplein in Amsterdam en liep langs de Stadhouderskade, Vijzelstraat, langs en over de Amstel naar de Weesperstraat, terug over de Amstel naar het Sarphatipark (Ceintuurbaan), Stadionweg, Apollolaan, Olympiaweg, om te eindigen op het Stadionplein. Winnaar van de etappe werd Bradley Wiggins van Team Sky.

## Verloop van de etappe
Brent Bookwalter was de verrassing van de etappe: met 10'20" zette hij een degelijke tijd neer die lang overeind bleef. Vele renners kwamen in de buurt, maar strandden op enkele seconden van de 26-jarige Amerikaan. Enkel Bradley Wiggins kon de tijd verbeteren.

## Uitslagen
| Uitslag etappe | Uitslag etappe       | Uitslag etappe          | Uitslag etappe | Uitslag etappe |
| rang           | renner               | ploeg                   | tijd           |                |
| -------------- | -------------------- | ----------------------- | -------------- | -------------- |
| 1              | Bradley Wiggins      | Team Sky                | 10'18"         |                |
| 2              | Brent Bookwalter     | BMC Racing Team         | 10'20"         |                |
| 3              | Cadel Evans          | BMC Racing Team         | z.t.           |                |
| 4              | Aleksandr Vinokoerov | Team Astana             | 10'23"         |                |
| 5              | Gregory Henderson    | Team Sky                | z.t.           |                |
| 6              | Richie Porte         | Team Saxo Bank          | z.t.           |                |
| 7              | David Millar         | Team Garmin-Transitions | 10'24"         |                |
| 8              | Gustav Erik Larsson  | Team Saxo Bank          | 10'25"         |                |
| 9              | Jos van Emden        | Rabobank                | 10'27"         |                |
| 10             | Marco Pinotti        | Team HTC-Columbia       | z.t.           |                |

| Algemeen klassement | Algemeen klassement  | Algemeen klassement     | Algemeen klassement | Algemeen klassement |
| rang                | renner               | ploeg                   | tijd                |                     |
| ------------------- | -------------------- | ----------------------- | ------------------- | ------------------- |
|                     | Bradley Wiggins      | Team Sky                | 10'18"              |                     |
| 2                   | Brent Bookwalter     | BMC Racing Team         | + 0'02"             |                     |
| 3                   | Cadel Evans          | BMC Racing Team         | z.t.                |                     |
| 4                   | Aleksandr Vinokoerov | Team Astana             | + 0'05"             |                     |
| 5                   | Gregory Henderson    | Team Sky                | z.t.                |                     |
| 6                   | Richie Porte         | Team Saxo Bank          | z.t.                |                     |
| 7                   | David Millar         | Team Garmin-Transitions | + 0'06"             |                     |
| 8                   | Gustav Erik Larsson  | Team Saxo Bank          | + 0'07"             |                     |
| 9                   | Jos van Emden        | Rabobank                | + 0'09"             |                     |
| 10                  | Marco Pinotti        | Team HTC-Columbia       | z.t.                |                     |

## Nevenklassementen
| Jongerenklassement | Jongerenklassement | Jongerenklassement | Jongerenklassement |
| rang               | renner             | ploeg              | tijd               |
| ------------------ | ------------------ | ------------------ | ------------------ |
|                    | Richie Porte       | Team Saxo Bank     | 10'23              |
| 2                  | Jos van Emden      | Rabobank           | +0'04              |
| 3                  | Tom Stamsnijder    | Rabobank           | +0'06              |

| Ploegenklassement | Ploegenklassement | Ploegenklassement | Ploegenklassement |
| rang              | ploeg             | tijd              |                   |
| ----------------- | ----------------- | ----------------- | ----------------- |
|                   | Team Sky          | 31'12             |                   |
| 2                 | BMC Racing Team   | +0'06             |                   |
| 3                 | Team Saxo Bank    | +0'09             |                   |

1e etappe ·
2e etappe ·
3e etappe ·
4e etappe ·
5e etappe ·
6e etappe ·
7e etappe ·
8e etappe ·
9e etappe ·
10e etappe ·
11e etappe ·
12e etappe ·
13e etappe ·
14e etappe ·
15e etappe ·
16e etappe ·
17e etappe ·
18e etappe ·
19e etappe ·
20e etappe ·
21e etappe
Startlijst · Eindstanden · Afbeeldingen